# Sonny Seidel
Sonny Seidel es una deportista alemana que compitió para la RFA en taekwondo. Ganó dos medallas en el Campeonato Europeo de Taekwondo en los años 1988 y 1992.

## Palmarés internacional
| Representando a la RFA   |                   |                  |           |
| Campeonato Europeo       |                   |                  |           |
| Año                      | Lugar             | Medalla          | Categoría |
| 1988                     | Ankara (Turquía)  | Medalla de plata | –65 kg    |
| Representando a Alemania |                   |                  |           |
| Campeonato Europeo       |                   |                  |           |
| Año                      | Lugar             | Medalla          | Categoría |
| 1992                     | Valencia (España) | Medalla de oro   | –65 kg    |